# Grusza śnieżna
Grusza śnieżna (Pyrus nivalis Jacq.) – gatunek rośliny wieloletniej z rodziny różowatych. Zasięg terytorialny tego gatunku jest szerszy niż gruszy pospolitej, lecz rośnie zasadniczo tylko na zboczach gór i nie jest spotykana na nizinach. Nosi nazwę śnieżnej ponieważ owoce nadają się do jedzenia dopiero po pierwszym śniegu i przymrozkach.

## Morfologia
PokrójDrzewo o wysokości 8 – 20 m. Ma grube, wzniesione konary, a młode pędy są zwykle bez cierni, pokryte białym, kutnerowatym nalotem.
LiścieEliptyczne lub jajowate, o wymiarach 5 – 9 × 3 – 4 cm, o podstawie klinowatej i pokryte gęstym, kutnerowatym nalotem.
OwoceKuliste, o średnicy 3 – 5 cm, zielonkawożółte z purpurowymi punktami. Nadają się na cydr gruszkowy a do spożycia dopiero po pierwszym śniegu i przymrozkach, skąd się wzięła nazwa – grusza śnieżna. Drzewo jest mniej wytrzymałe na mróz niż gruszy pospolitej, lecz lepiej znosi suszę.

## Zastosowanie
- Uprawiana jest jako drzewo ozdobne. W szkółkarstwie stosuje się ją jako podkładkę pod odmiany uprawne.
- Owoce nadają się na cydr gruszkowy – niskoalkoholowy sok.

## Uprawa
WymaganiaGrusza śnieżna jest mniej wytrzymała na mróz od gruszy pospolitej (strefy mrozoodporności 5-9), wyróżnia się natomiast dużą wytrzymałością na suszę oraz na zanieczyszczenia powietrza. Drzewo nie jest wrażliwe na parcha, choć może ulegać rdzy jałowcowo-gruszowej. Preferuje przepuszczalne gleby ilaste i stanowiska słoneczne. Toleruje jednak dobrze także ciężkie, gliniaste gleby. Na stanowiskach zacienionych owocuje słabo.